# Chryzostom (Papatanasiu)
Chryzostom, imię świeckie Christos Papatanasiu (ur. 1950 w Atenach) – grecki duchowny prawosławny, od 2018 metropolita Mani.

## Życiorys
Święcenia diakonatu przyjął 20 lutego 2000, a prezbiteratu 28 maja. Chirotonię biskupią otrzymał 10 lutego 2018.